# Чапля жовта
Ча́пля жо́вта (Ardeola ralloides) — птах родини чаплевих. Один з 5 видів роду; єдиний вид роду у фауні України. В країні рідкісний гніздовий перелітний вид.

## Опис

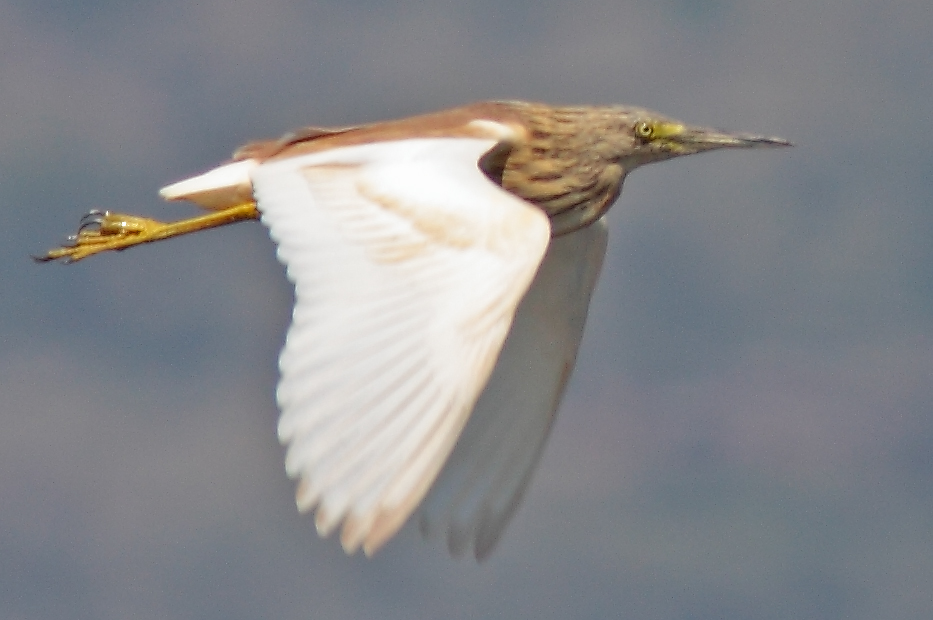
Жовта чапля у польоті

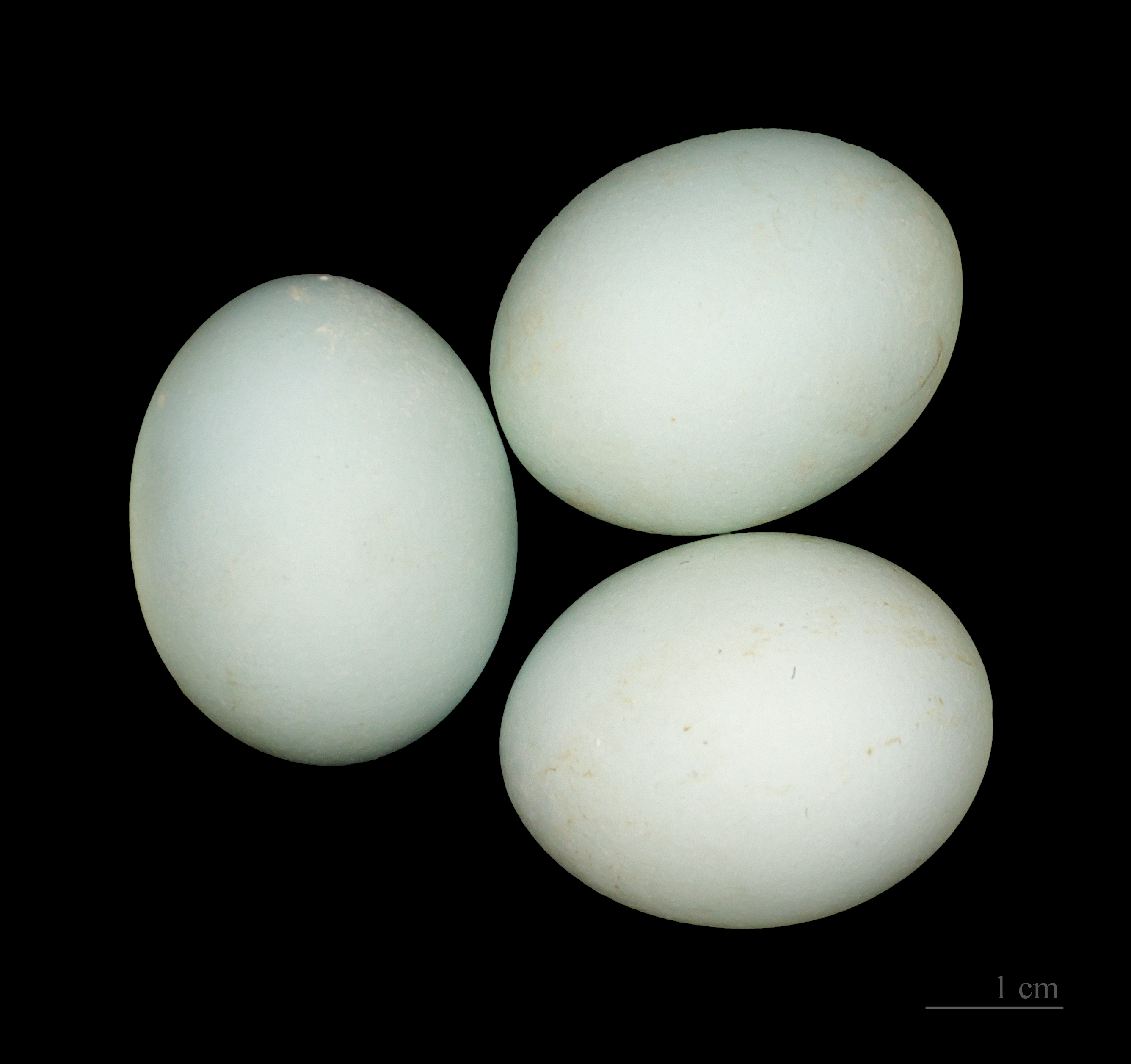
Ardeola ralloides

Морфологічні ознаки. Невелика за розміром чапля, розміром з сіру ворону. Маса − 230–370 г, довжина тіла − 44–47 см, розмах крил − 80–92 см. Як і інші види чапель, у польоті S-подібно вигинає шию. Статевий диморфізм не виражений. У дорослого птаха у шлюбному вбранні на голові пера світло-жовті, з чорною облямівкою, на потилиці значно видовжені; вуздечка синьо-зелена; низ голови, шия, спина, плечові пера і воло жовті, з винно-рожевим відтінком; решта оперення біла; дзьоб синьо-зелений, на кінці чорний; ноги червонуваті; райдужна оболонка ока жовта. У позашлюбному вбранні птах тьмяніший, буруватий; пір'я на потилиці коротке; ззаду та на боках шиї темно-сірі смуги; дзьоб зеленкувато-жовтий, на кінці чорний; вуздечка і ноги зеленкувато-жовті. Молодий птах подібний до дорослого у позашлюбному вбранні, але зверху на крилі бурувата смуга; дзьоб жовтуватий, на кінці темний. 
Голос. Звуки жовтої чаплі подібні до голосу сірої ворони – «карр».

## Поширення
Гніздовий ареал охоплює Африку, Південну Європу та Південно-західну Азію. Зимує на узбережжі Середземного моря в Європі та Африці. В Україні гніздиться у пониззі Дунаю, Дністра і Дніпра, в Криму на (Лебединих островах, Східному Сиваші), на півдні Запорізької області (в заплаві р. Молочної) та в інших місцях півдня України. Під час міграцій зустрічається майже на всіх водоймах півдня України, в тому числі, двічі, навесні і восени затримується для прогодування і відпочинку перед далекими маршрутами польоту в Тузловських лиманах.

## Чисельність і причини її зміни
Численість в Європі становить 18—27 тис. пар, що становить 5—24% світової популяції. Спостерігається скорочення чисельності . В Україні рідкісний вид, найбільші колонії виду є у плавнях Дунаю (разом понад 50 пар), Дністра (210–510 пар), Дніпра (300–310 пар) та на Східному Сиваші (ймовірно, понад 100 пар); в інших місцях Півдня України (Запорізька область, Лебедині острови в Каркінітській затоці) гніздяться окремі пари та групи з 5–12 пар. Зміни чисельності відбуваються в результаті затоплення плавнів внаслідок будівництва ГЕС, евтрофікації та меліорації водойм, посилення фактору непокою.

## Особливості біології
Перелітний птах. Прилітає у квітні — травні. Заселяє зарості очерету на берегах прісних і солонуватих водойм, плавні річок з очеретяними заростями, кущами та деревами. Птах веде поодинокий спосіб життя, або утворює невеликі колонії. Нерідко гніздиться спільно з іншими видами чапель, коровайками, малими бакланами. Моногам. Гнізда влаштовує в колоніях інших птахів на деревах, кущах та в очереті. У кладці 2–6 (здебільшого 4–5) яєць; насиджують самка і самець, 24 доби. Пташенята стають на крила у середині серпня, тримаються разом з дорослими на місцях гніздування до відльоту у серпні – вересні. Активна переважно у сутінках. Живиться безхребетними (жуки, бабки, павуки, ракоподібні), земноводними та дрібною рибою.

## Охорона
Вид внесено до Резолюції №6 Боннської конвенції зі статусом 2, Додатку ІІ Бернської конвенції, Директиви ЄС 2009/147/ЄС про захист диких птахів та угоди AEWA. Включено до Червоної книги України (1994, 2009) (статус − рідкісний). В Україні охороняється у комплексі з іншими видами у Кримському природному заповіднику (на Лебединих островах), Національному природному парку "Тузловські лимани", Дунайському біосферному заповіднику, РЛП «Ізмаїльські острови» та заказниках загальнодержавного значення «Молочний лиман», «Обитічна коса», «Сивашик» та ін. Для ефективної охорони необхідно створити НПП на Східному Сиваші та заказник у заплаві р. Молочної біля с. Світлодолинського. 